# Pontocythere brevicula
Pontocythere brevicula is een mosselkreeftjessoort uit de familie van de Cushmanideidae. De wetenschappelijke naam van de soort is voor het eerst geldig gepubliceerd in 1988 door Ruan.